# 前原未晴
前原 未晴（まえはら みはる、2月3日  ）は、日本の女性声優。熊本県出身。声優になろうと思ったきっかけは地元のラジオ出演をきっかけに、声を使う仕事に興味を持ち、その後アニメ『犬夜叉』で山口勝平に憧れ、声優を目指した。

## 出演作品
※太字はメインキャラクター

### テレビアニメ
2012年
- 神様はじめました（女子学生たち）
- ポヨポヨ観察日記（無名）

2014年
- あいまいみー 〜妄想カタストロフ〜（5話 マカロンちゃんタイトルコール・トマティーナの人々/6話 観客たち/10話 コンパニオンA）

2015年
- 古町と団五郎〜古町のアイドルオーディション〜（しおり）

### ナレーション
- JOY SOUND 分析採点Ⅱ
- スマイルプリキュア！　ひみつのジュエリーボックス＋プリンセス→動画リンク
- ハピネスチャージプリキュア! シャボン玉シリーズ→動画リンク

### ドラマ
- よってこ てんてこ め江戸かふぇ（めえど3：CV）

### ラジオ
- ＭＹＭＹのはっぴーたいむ（第156回～H26/12/2現在）

### 舞台
- 神谷明 ふれ愛ファミリーコンサート
- M!PUB-vol.5〜ミュージカル最新事情〜[2]
- レジェンド〜風のなかの塵〜[3]
- Poppin' Shower Produce vol.2『星空ハーモニー2024』♭チーム（2024年12月25日 - 29日、シアターグリーンBIG TREE THEATER）- 火野麗央奈 役[4]

### 参加作品
| 楽曲               | 名義                                               | 作品                           |
| ------------------ | -------------------------------------------------- | ------------------------------ |
| 神戸の恋は坂道発進 | め江戸シスターズ（神戸マリー 千葉茉美香 前原未晴） | よってこ てんてこ め江戸かふぇ |